# Symphonie no 49 de Joseph Haydn
« La Passione »

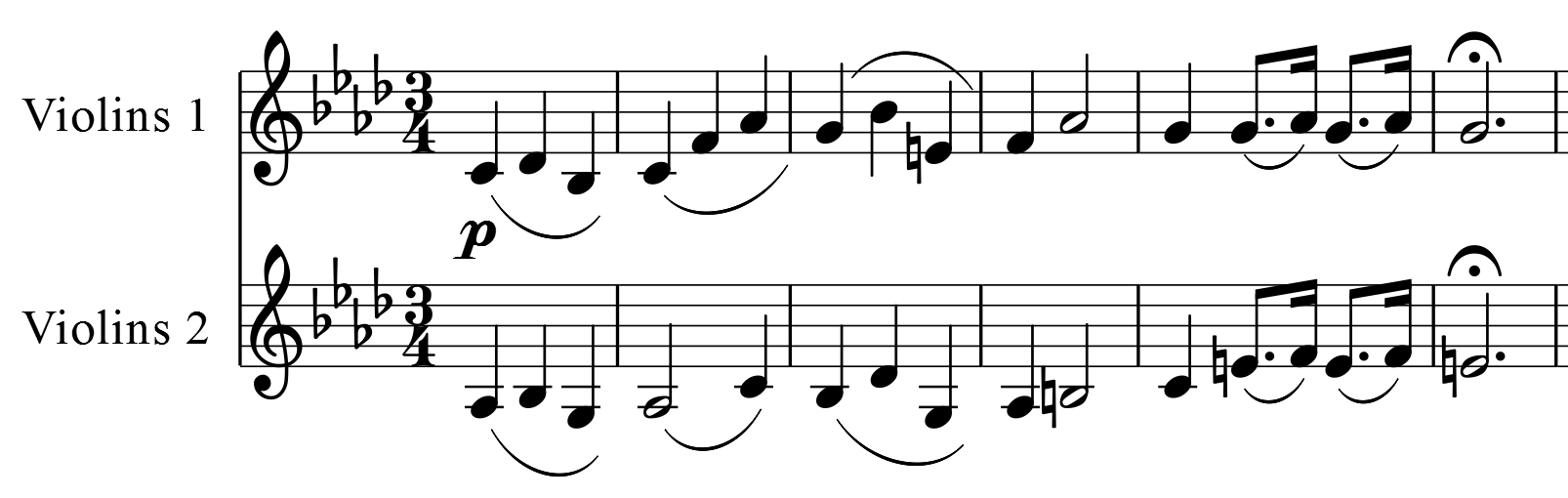
Partition

La Symphonie no 49 en fa mineur Hob. I:49, est une symphonie du compositeur autrichien Joseph Haydn, surnommée La Passione, qui a été écrite en 1768 et qui appartient à ce qu'on appelle l'époque Sturm und Drang du compositeur. Elle fut publiée pour la première fois à Paris en 1771.

## Structure
La symphonie est en quatre mouvements :
1. Adagio
2. Allegro di molto
3. Menuet - Trio
4. Finale. Presto

Durée approximative : 25 minutes.
Elle fut peut-être composée à l'occasion du Vendredi saint, d'où son titre. Quoi qu'il en soit, c'est une symphonie douloureuse et expressive, presque « préromantique »; elle s'ouvre sur un Adagio tourmenté, qui en constitue avec le deuxième mouvement le centre de gravité. Mais c'est l'œuvre entière qui est marquée par ce souffle passionné, et seul le Trio du menuet vient un instant rompre ce désespoir.

## Instrumentation
La symphonie est composée pour l'instrumentation suivante : deux hautbois, un basson, deux cors en fa, cordes.